# Кирай, Карч
Чарльз Фредерик (Карч) Кирай (англ. Charles Frederick "Karch" Kiraly [ˈkɑrtʃ kɪˈraɪ]; 3 ноября 1960, Джэксон, штат Мичиган) — американский волейболист, тренер, комментатор. Трёхкратный олимпийский чемпион, единственный игрок в мире, побеждавший на Олимпийских играх и в классическом, и в пляжном волейболе. Лучший волейболист XX века по версии Международной федерации волейбола. Член Зала славы UCLA (1993), волейбольного Зала славы (2001), Олимпийского Зала славы США (2008). Известен, как главный тренер женской сборной США по волейболу, с которой завоевал полный комплект олимпийских медалей – «золото» Токио-2020, «серебро» Парижа-2024 и «бронзу» Рио-2016.

## Биография
Карч Кирай родился в семье венгерского врача Ласло Кирая, эмигрировавшего в США в разгар Венгерского восстания 1956 года. Отец Карча Кирая в прошлом сам являлся неплохим игроком, в 1954 году выступал за юниорскую сборную Венгрии, но выбрав в итоге карьеру врача, продолжал играть в волейбол в своё удовольствие. Увлечение Ласло Кирая передалось его сыну. Когда Кираю-младшему было 11 лет, он в дуэте с отцом одержал свою первую победу в одном из турниров на пляже Калифорнии.

### Калифорнийский университет
Карч Кирай окончил старшую школу в Санта-Барбаре, в 1979 году поступил в Калифорнийский университет в Лос-Анджелесе по специальности «биохимия» и окончил его в 1983 году с отличием с совокупным средним баллом 3,55. После окончания колледжа планировал продолжить карьеру в медицине.
С 1979 по 1982 год выступал в студенческой команде UCLA Bruins, которая за этот период трижды становилась чемпионом Национальной ассоциации студенческого спорта (NCAA), одержав победы в 124 матчах из 129 сыгранных. При этом Кирай четыре года подряд награждался призом самому ценному игроку. В 1992 году Кирай был введён в Зал славы Калифорнийского университета, а в 1993 году его майка была выведена из обращения.

### Сборная США
С 1981 года выступал за сборную США по волейболу. В 1984 году он был самым молодым игроком в североамериканской команде, но сыграл во всех матчах олимпийского турнира в Лос-Анджелесе и завоевал свою первую золотую олимпийскую медаль. В 1985 году был выбран капитаном сборной США и стал обладателем Кубка мира. В 1986 и 1988 годах признавался Международной федерацией волейбола лучшим игроком мира — в июле 1986 года его команда проиграла сборной СССР захватывающий финал Игр доброй воли в Москве, но взяла реванш спустя два месяца в решающем матче чемпионата мира в Париже; в 1988 году американцы вновь стали олимпийскими чемпионами, а MVP сеульского турнира был назван Карч Кирай.

### Италия
После Сеула Кирай завершил выступления в сборной США и вместе с коллегой по национальной команде Стивом Тиммонсом подписал контракт с итальянской «Равенной». С 1990 по 1992 год они выиграли скудетто и Кубок Италии, Кубок чемпионов, клубный чемпионат мира, Суперкубок Европы. В 1992 году Кирай вернулся в США с целью сосредоточиться на пляжном волейболе.

### Пляжный волейбол
В Ассоциации волейболистов-профессионалов (AVP) и на турнирах FIVB Кирай выступал рекордно долго — вплоть до 2007 года. В 1988 году в паре с Пэтом Пауэрсом стал победителем неофициального чемпионата мира в Рио-де-Жанейро. Всего выиграл 148 турниров, из них 74 — вместе с Кентом Стеффесом. В 1991 году на счету этого дуэта было 6 побед, а годом позже, когда Кирай завершил выступления в классическом волейболе и полностью переключился на пляжный — сразу 16 при беспроигрышной серии из 13 турниров. В 1993 году Кирай и Стеффес превзошли свой рекорд, выиграв 18 титулов. Победное шествие американцев продолжилось и в последующих сезонах, а главным их достижением стало золото первого олимпийского турнира по пляжному волейболу в Атланте-1996. Таким образом Карч Кирай стал первым спортсменом, побеждавшим на Олимпийских играх и в классическом волейболе, и в пляжном.
В 1998 году Кирай с новым партнёром, Адамом Джонсоном, стал серебряным призёром Игр доброй воли в Нью-Йорке и в шестой раз (до этого в 1990 и 1992—1995 годах) был признан самым ценным игроком AVP. В том сезоне на счету этой пары было 6 побед, Кирай по количеству титулов превзошёл другого именитого американского игрока — Синджина Смита, вместе с которым он начинал выступления в AVP и в далёком 1984 году выиграл первый титул.
В 1999 году Карч Кирай выпустил автобиографическую книгу «Человек песка» (англ. The Sand Man). В конце 2000 года он был признан Международной федерацией волейбола лучшим волейболистом XX века. В начале нового столетия продолжал выступления в пляжном волейболе, несмотря возраст и травмы. В 2004 году после победы на турнире в Лас-Вегасе (в паре с Майклом Ламбертом) общая сумма призовых, выигранных Кираем в пляжном волейболе, превысила $3 млн. В 2005 году он выиграл свой последний турнир в Хантингтон-Бич, а в 2007-м в возрасте 46 лет завершил игровую карьеру.

### Тренерская карьера
Кирай начал тренировать в епископальной средней школе св. Маргарет, где тренировал своих сыновей, Кристиана и Кори.
С 2009 года работал в тренерском штабе женской сборной США по волейболу ассистентом Хью Маккатчена, с сентября 2012 года — главный тренер женской сборной США. В 2014 году привёл американскую команду к победе на чемпионате мира в Италии. При этом Кирай стал четвёртым человеком, выигравшим золотую медаль чемпионата мира в качестве игрока и тренера. На Олимпийских играх в Рио-де-Жанейро Кирай привел сборную США к бронзовым медалям, а на Играх в Токио — к первому в её истории золоту, став вторым представителем волейбола (после китаянки Лан Пин), побеждавшим на Олимпийских играх и в качестве игрока, и в качестве тренера.

## Комментатор
Карч Кирай также комментировал пляжный волейбол на телеканалах ESPN и NBC. Работал аналитиком в NBC Sports во время освещения соревнований по пляжному волейболу на летних Олимпийских играх 2008 года.

## Достижения

### В волейболе
- Олимпийский чемпион (1984, 1988).
- Чемпион мира (1986).
- Чемпион NORCECA (1983, 1985), серебряный призёр (1981).
- Обладатель Кубка мира (1985).
- Серебряный призёр Игр доброй воли (1986).
- Чемпион Панамериканских игр (1987).
- Чемпион NCAA (1979, 1981, 1982), серебряный призёр (1980).
- Чемпион Италии (1990/91).
- Обладатель Кубка Италии (1990/91).
- Победитель клубного чемпионата мира (1991).
- Победитель Кубка европейских чемпионов (1991/92).
- Победитель Суперкубка Европы (1991).
- MVP Кубка мира (1985), олимпийского турнира (1988), клубного чемпионата мира (1991).
- Лучший волейболист мира (1986, 1988).

### В пляжном волейболе
- Олимпийский чемпион (1996) и победитель ещё 147 международных турниров.
- Обладатель индивидуальных призов AVP:
  - самый ценный игрок (1990, 1992, 1993, 1994, 1995, 1998),
  - спортсмен года (1995, 1997, 1998),
  - возвращение года (1997),
  - лучший в защите (2002),
  - лучший в атаке (1990, 1993, 1994).

### В тренерской карьере
В должности главного тренера женской сборной США:
- Олимпийский чемпион (2020).
- Бронзовый призёр Олимпийских игр (2016).
- Чемпион мира (2014).
- Серебряный (2019) и бронзовый (2015) призёр Кубка мира.
- Серебряный (2013) и бронзовый (2017) призёр Всемирного Кубка чемпионов.
- Победитель Гран-при (2015), серебряный призёр Гран-при (2016).
- Победитель Лиги наций (2018, 2019, 2021).
- Чемпион NORCECA (2013, 2015), серебряный призёр чемпионата NORCECA (2019).
- Обладатель Панамериканского Кубка (2013).